# Mato Grosso do Sul
Pour les articles homonymes, voir Mato Grosso.
Le Mato Grosso do Sul (/ˈmatu ˈɡɾosu du ˈsuw/; parfois Mato Grosso du Sud en français) est l'un des 26 États du Brésil. Sa capitale est la ville de Campo Grande (805 397 habitants en 2012). En 2019, l'État, qui compte 1,3 % de la population brésilienne, est responsable de 1,5 % du PIB du pays,,,.

## Histoire
Le Mato Grosso do Sul est né en 1977 d'une partition de l'État du Mato Grosso.

## Géographie

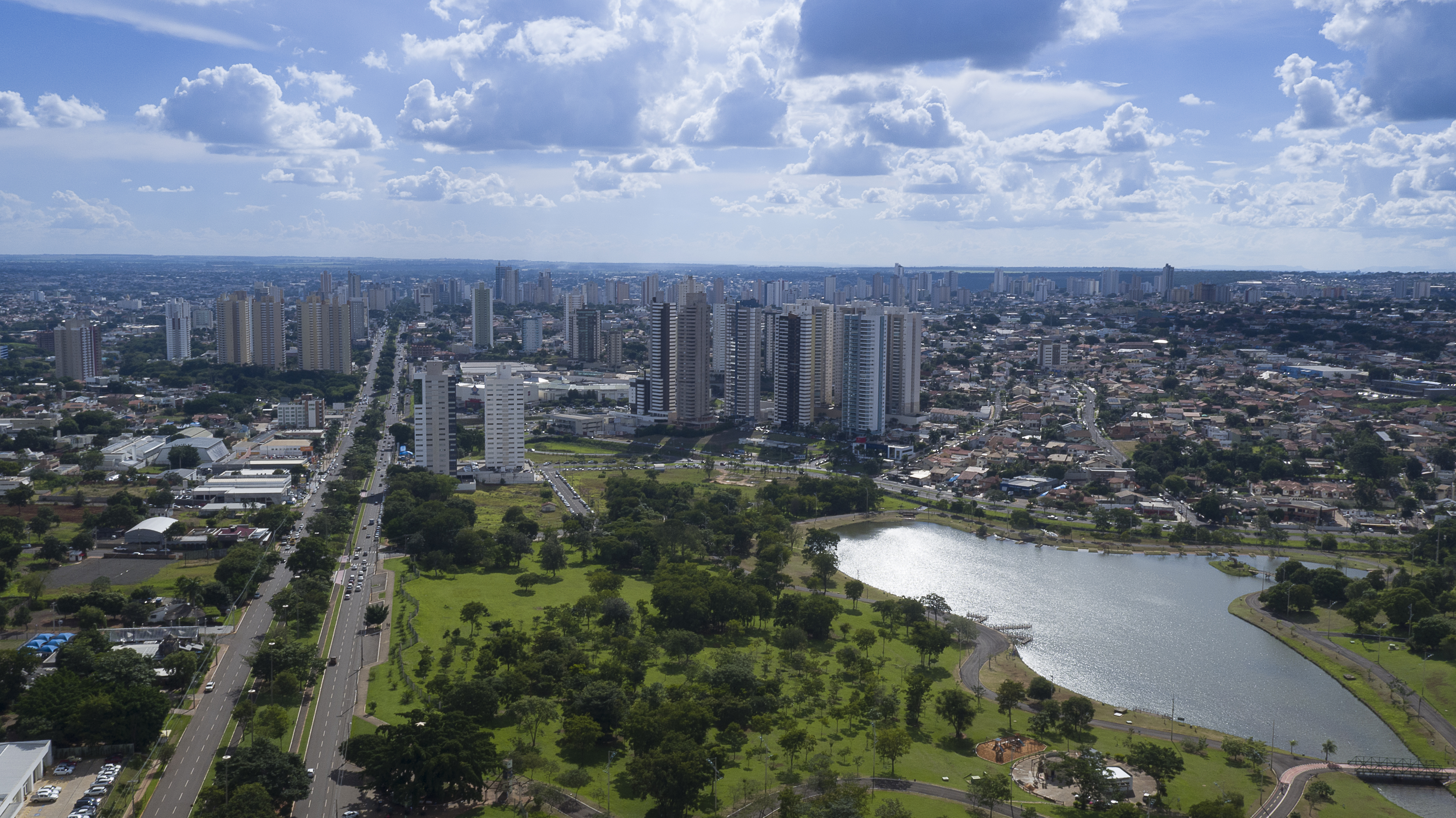
Campo Grande, capitale et principal centre économique de l'État.

Le Mato Grosso do Sul est situé à l'ouest de la région Centre-Ouest. Il est limité par le Mato Grosso et le Goiás au nord, par le Minas Gerais, l'État de São Paulo et le Paraná à l'est, par le Paraguay au sud et à l'ouest, et par la Bolivie au nord-ouest.
Le climat est tropical semi-humide. La zone humide du Pantanal couvre 25 % du territoire de l'État.

## Économie

### Agriculture

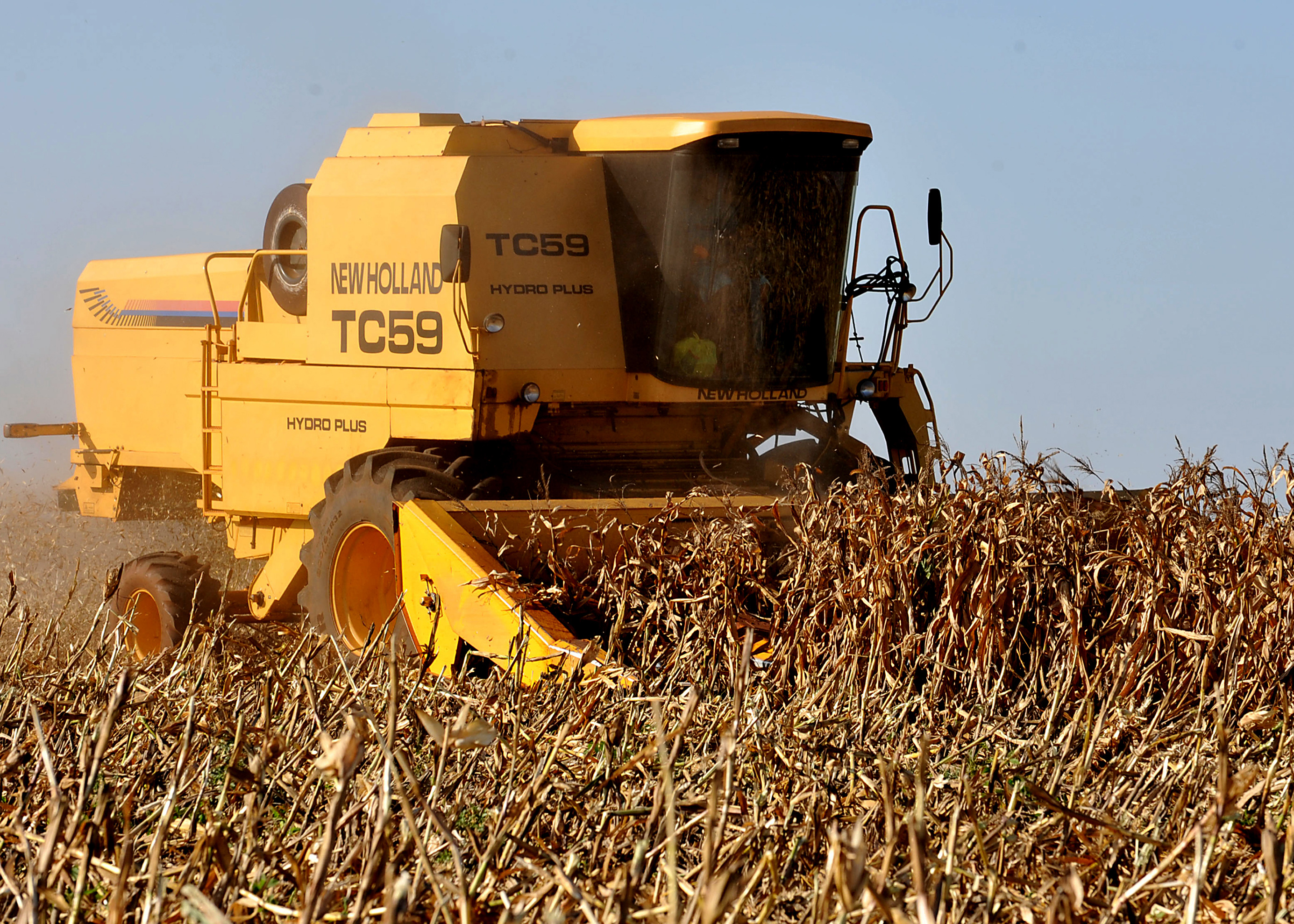
Récolteuse dans une plantation de maïs à Dourados.

L'économie du Mato Grosso do Sul repose sur l'agriculture (soja, maïs, canne à sucre), l'élevage (fazendas), l'extraction minière (fer, manganèse, calcaire) et l'industrie (alimentaire, ciment).
Selon les données de 2020, si le Mato Grosso do Sul était un pays, il serait le cinquième producteur mondial de graines oléagineuses. En 2020, le Mato Grosso do Sul était le 5e producteur céréalier du pays, avec 7,9 %. En soja, produit 10,5 millions de tonnes en 2020, l'un des plus grands États producteurs du Brésil, autour de la 5e place. C'est le 4e producteur de canne à sucre, avec environ 49 millions de tonnes récoltées lors de la récolte 2019/20. En 2019, le Mato Grosso do Sul était également l'un des plus grands producteurs de maïs du pays avec 10,1 millions de tonnes. Dans la production de manioc, le Brésil a produit un total de 17,6 millions de tonnes en 2018. Le Mato Grosso do Sul était le 6e producteur du pays, avec 721 000 tonnes,,,,.

### Bétail
L'État possède le 4e plus grand troupeau de bovins du Brésil, avec un total de 21,4 millions de têtes de bétail. L'État est un grand exportateur de viande bovine, mais aussi de volaille et de porc. Dans l'élevage avicole, l'État comptait, en 2017, un troupeau de 22 millions d'oiseaux. En porc, en 2019, le Mato Grosso do Sul a abattu plus de 2 millions d'animaux. L'État occupe la 7e position brésilienne dans l'élevage porcin, devenant le 4e producteur brésilien dans les années à venir.

### Exploitation minière
En 2017, le Mato Grosso do Sul détenait 0,71 % de la participation nationale minière (6e place du pays). Le Mato Grosso do Sul avait une production de fer (3,1 millions de tonnes d'une valeur de 324 millions de réaux) et de manganèse (648 000 tonnes d'une valeur de 299 millions de réaux).

### Industrie

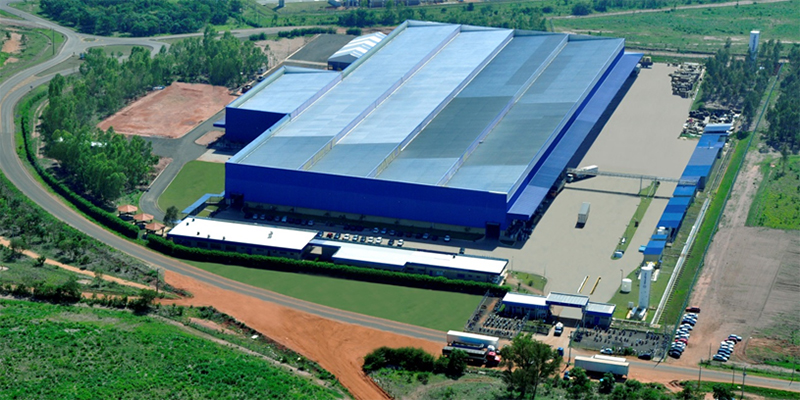
Usine Metalfrio à Três Lagoas, fabricant multinational brésilien d'équipements de réfrigération.

Le Mato Grosso do Sul avait un PIB industriel de 19,1 milliards de réaux en 2017, soit 1,6 % de l'industrie nationale. Elle emploie 122 162 travailleurs dans l'industrie. Les principaux secteurs industriels sont : les services industriels d'utilité publique, tels que l'électricité et l'eau (23,2 %), la construction (20,8 %), l'alimentation (15,8 %), les pâtes et papiers (15,1 %) et les dérivés du pétrole et les biocarburants (12,5 %). Ces 5 secteurs concentrent 87,4 % de l'industrie de l'État.
Dans la ville de Três Lagoas, la production de papier et cellulose est considérable. Le Mato Grosso do Sul a enregistré une croissance supérieure à la moyenne nationale dans la production de cellulose, a atteint la barre des 1 million d'hectares d'eucalyptus plantés, a étendu son parc industriel dans le secteur et s'est consolidé comme le plus grand exportateur du produit dans le pays dans le premier trimestre 2020. Entre 2010 et 2018, la production dans le sud du Mato Grosso a augmenté de 308 %, atteignant 17 millions de mètres cubes de bois rond pour le papier et la cellulose en 2018. En 2019, le Mato Grosso do Sul a atteint le leadership des exportations dans le produit dans le pays, avec 9,7 millions de tonnes échangées : 22,20 % des exportations totales de pâte brésilienne cette année-là.

## Tourisme

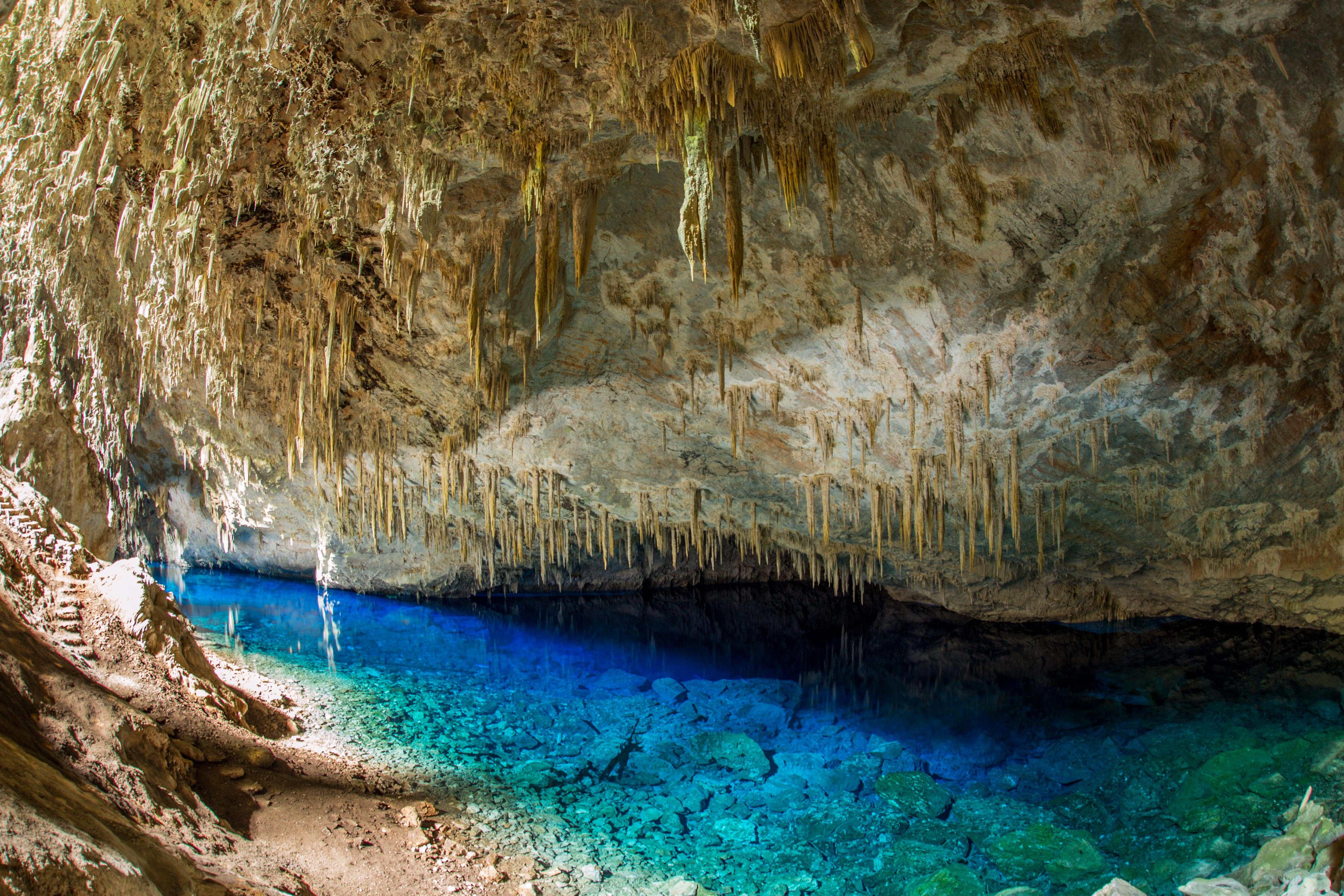
Grotte du Lac Bleu à Bonito.

La ville touristique la plus importante de l'État est Bonito, considérée comme la capitale de l'écotourisme au Brésil. Ses principaux attraits sont les paysages naturels, et les immersions dans des rivières aux eaux transparentes, cascades, grottes et gouffres. Avec Jardim, Guia Lopes da Laguna et Bodoquena, c'est la principale municipalité qui intègre le complexe touristique de la région. Le Pantanal est également une zone de fréquentation considérable.
Ponta Porã, Bela Vista et Porto Murtinho, étant situés à la frontière avec le Paraguay, reçoivent de nombreux visiteurs, et avec la construction du Corridor Bioocéanique, Porto Murtinho connaîtra une augmentation considérable du tourisme d'affaires.

## Infrastructures

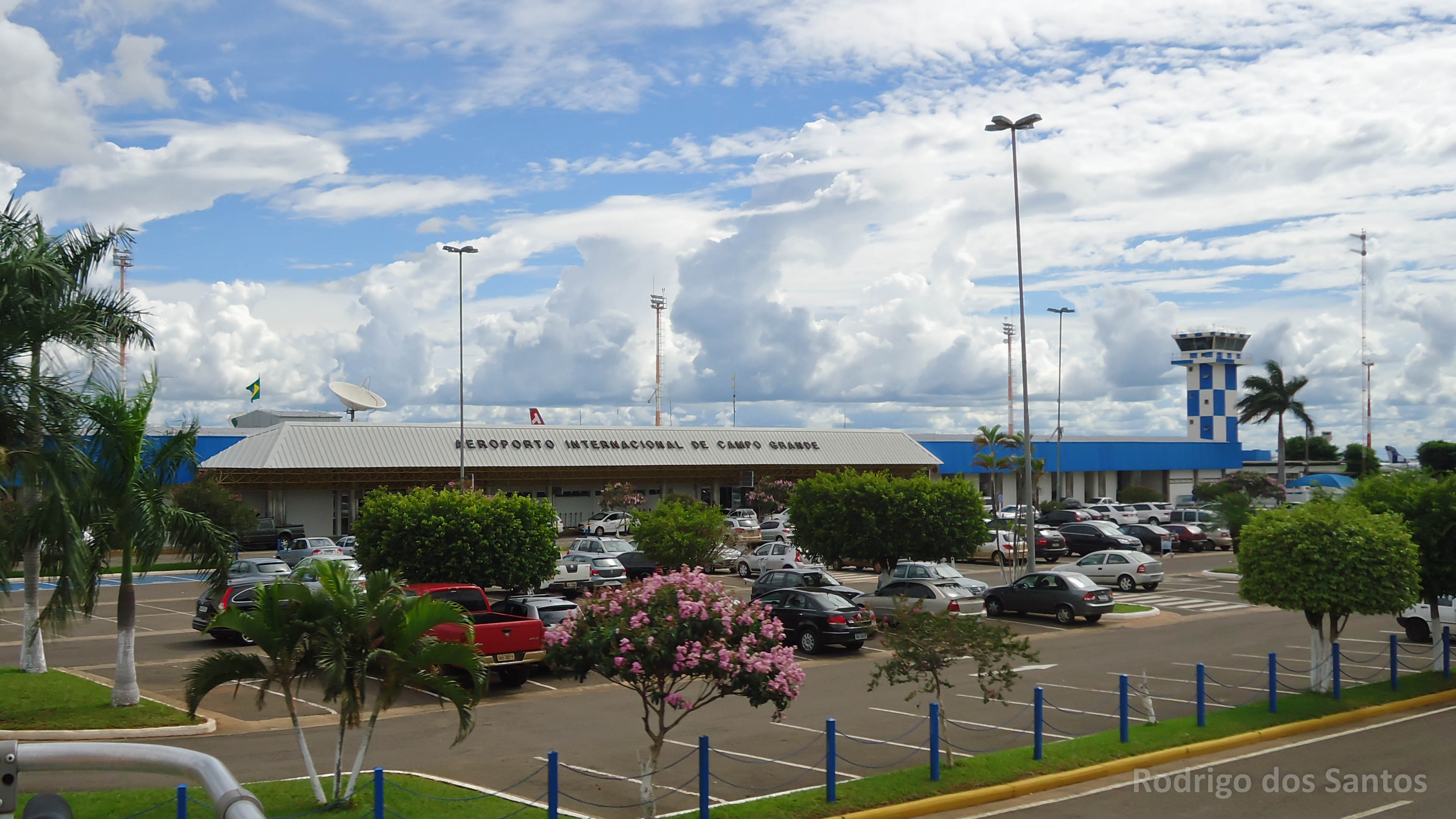
Aéroport international de Campo Grande.

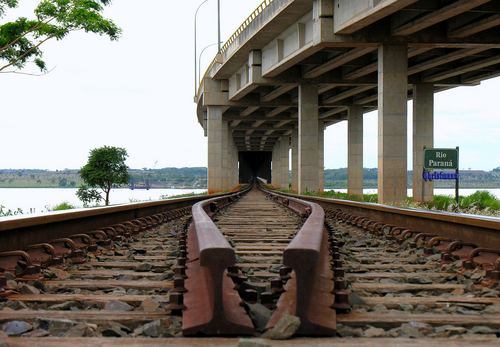
Ferrovia Norte Brasil, section sur le fleuve Paraná, entre les états du Mato Grosso do Sul et de São Paulo.

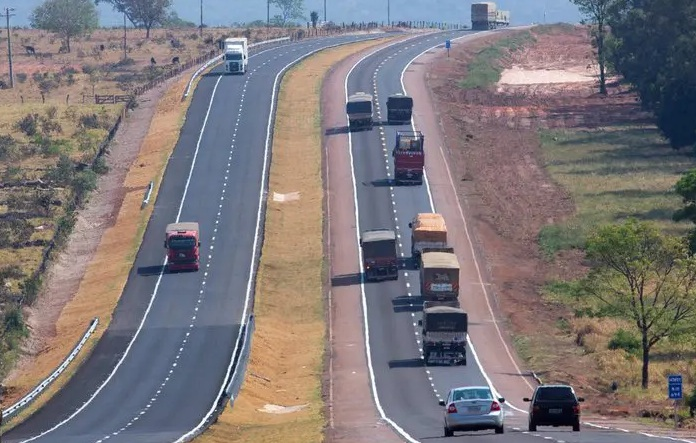
BR-163, section dupliquée dans le Mato Grosso do Sul.

En 2022, le Mato Grosso do Sul comptait, entre les routes municipales, étatiques et fédérales, 45 176,8 km de routes municipales, 15 084,0 km de routes de l'État du Mato Grosso do Sul et 3 197,6 km de routes fédérales. En 2022, il y avait environ 8 000 km de routes goudronnées (entre les routes étatiques et fédérales),. Dans BR-163 il y avait environ 120 km de autoroutes en 2022, avec une planification future pour avoir un total de 847 km de duplications, traversant tout l'état. Les autres routes importantes de l'État sont BR-262, BR-060 et BR-267. Comme il s'agit d'un État qui n'est devenu plus peuplé que dans les années 1970, son réseau de transport est en nette évolution et il continue d'être un réseau routier à faible densité,.
Le Mato Grosso do Sul est un État bien desservi en termes d'aéroports, avec sept en activité, dont trois internationaux (Aéroport international de Campo Grande, Aéroport international de Corumbá et Aéroport international de Ponta Porã) et quatre régionaux (Aéroport de Três Lagoas, Aéroport de Dourados. Aéroport de Bonito et Aéroport de Nova Andradina),.
L'État dispose également de deux lignes de chemin de fer :  l'Estrada de Ferro Noroeste do Brasil, qui relie le centre-ouest de l'État de São Paulo à la ville de Corumbá, dans le Mato Grosso do Sul, sur la du fleuve Paraguay, d'une longueur de 1 330 kilomètres ; et Ferrovia Norte Brasil, qui relie la ville de Santa Fé do Sul à Rondonópolis depuis 1989, étant l'un des principaux corridors pour le flux de céréales dans la région, avec 755 kilomètres ils relient le nord-ouest de São Paulo au sud du Mato Grosso.
La navigation fluviale, redevenue importante, perd de sa prééminence. Deux axes fluviaux composent l'État, tous deux appartenant au bassin du Río de la Plata. Le fleuve Paraguay intègre l'État avec les pays voisins le Paraguay et l'Argentine, et avec le Mato Grosso par le port de Cáceres. Les principaux produits transportés par le fleuve sont : les minerais de fer et de manganèse, le ciment, le bois, les dérivés du pétrole et le bétail. En 1999, cette voie navigable a commencé à transporter du sucre, au départ de Porto Murtinho. Les principaux ports sont Corumbá (Corumbá, Ladário et Porto Esperança) et Porto Murtinho. Enfin, la Hidrovia Paraná-Tietê traverse le fleuve Paraná.

## Sports

Circuit international Orlando Moura.

Le Mato Grosso do Sul dispose de plusieurs installations sportives qui favorisent le tourisme sportif, avec une planification raisonnable de l'infrastructure sportive : chaque année, il accueille d'importants événements sportifs et automobiles tels que la Fórmula Truck et la Stock Car, qui se déroulent à l'autodrome international Orlando Moura, situé dans la capitale de l'État,.
Dans l'État, le médaillé olympique Rafael Silva en judo est né , le médaillé des Championnats du monde d'athlétisme Zequinha Barbosa , le triple champion panaméricain et finaliste olympique Leonardo de Deus en natation  et Müller, champion du monde de football en 1994 pour l'équipe du Brésil.

## Villes principales
Villes principales (plus de  100 000 habitants) : 
- Dourados (186 357)
- Corumbá (101 089)

## Gouverneurs
| Période | Période  | Identité                                       | Étiquette | Qualité |
| ------- | -------- | ---------------------------------------------- | --------- | ------- |
| 1987    | 1991     | Marcelo Miranda Soares                         | PMDB      |         |
| 1991    | 1994     | Pedro Pedrossian                               | PTB       |         |
| 1995    | 1998     | Wilson Barbosa Martins                         | PMDB      |         |
| 1999    | 2006     | José Orcírio Miranda dos Santos « Zeca do PT » | PT        |         |
| 2007    | 2014     | André Puccinelli                               | PMDB      |         |
| 2015    | en cours | Reinaldo Azambuja                              | PSDB      |         |